# Torneio da Liga Metropolitana Cearense de Futebol de 1915
O Torneio da Liga Metropolitana de 1915 foi um certame realizado pela Liga Metropolitana Cearense de Futebol, que foi vencido pelo Ceará Sporting Club.
Em dezembro de 2008, após processo no Tribunal de Justiça Desportiva do Ceará e homologação por parte da Federação Cearense de Futebol (FCF), por via de ato administrativo, os títulos ganhos pelo Ceará nos torneios da Liga Metropolitana Cearense de Futebol foram reconhecidos como títulos estaduais, o que fez com que a história dos campeões cearenses de futebol retroagisse ao ano de 1915, com a equipe do Ceará a conquistar o primeiro título estadual cearense.

## Premiação
| Campeonato Cearense de 1915 |
| Fortaleza                   |
| --------------------------- |
| CEARÁ Campeão (1º título)   |